# 第一次全国经济普查房地产业基本情况
中国大陆的2004年第一次全国经济普查，其普查对象的第三产业领域的房地产业。

## 单位数和就业人员
全国共有房地产业企业法人单位12.9万个，年末就业人员396.3万人；房地产业个体经营户3.8万户，就业人员9.1万人。
| 项目           | 法人单位 （万个） | 比例 （％） | 就业人员 （万人） | 比例 （％） |
| 合计           | 12.9              | 100         | 396.3             | 100         |
| 房地产开发经营 | 5.9               | 45.7        | 158.5             | 40          |
| 物业管理       | 3.2               | 24.8        | 143.4             | 36.2        |
| 房地产中介服务 | 2                 | 15.5        | 23.5              | 5.9         |
| 其他房地产活动 | 1.8               | 14          | 70.9              | 17.9        |

## 资产负债和所有者权益
房地产业企业法人单位资产合计为69774.7亿元，负债合计为50653.0亿元，所有者权益合计为19121.7亿元。房地产业企业法人单位的资产负债率为72.6%；按照所属行业，房地产开发经营业为74.1%，物业管理业为62.5%，中介服务业为54.9%，其他房地产业为61.0%。
| 项目           | 资产合计 | 负债合计 | 所有者权益合计 |
| 合计           | 69774.7  | 50653    | 19121.7        |
| 房地产开发经营 | 61790    | 45784.1  | 16005.9        |
| 物业管理       | 2779.6   | 1736.1   | 1043.5         |
| 房地产中介服务 | 718.3    | 394.1    | 324.2          |
| 其他房地产活动 | 4486.8   | 2738.7   | 1748.1         |

## 主营业务收入和利润
房地产业企业法人单位主营业务收入为14740.6亿元，利润总额1225.5亿元；个体经营户营业收入为51.9亿元。
|                |              |          |
| 项目           | 主营业务收入 | 利润总额 |
| 合计           | 14740.6      | 1225.5   |
| 房地产开发经营 | 13315        | 1035.2   |
| 物业管理       | 682.1        | 41.2     |
| 房地产中介服务 | 211.1        | 46.6     |
| 其他房地产活动 | 532.4        | 102.5    |

## 生产经营情况
2004年全年商品房建设施工面积147683万平方米，竣工房屋面积52638万平方米；商品房销售面积45362万平方米，其中，住宅销售面积39723万平方米；商品房销售额12601.3亿元，住宅销售额为10359.6亿元。
物业管理企业在管房屋建筑面积288252万平方米；中介服务业房屋代理销售成交合同面积8662万平方米，房屋代理销售成交合同5052.3亿元。